# Rogojny (gmina Kowale Oleckie)
Rogojny (Duits: Rogonnen, Forsthaus) is een plaats in het Poolse woiwodschap Ermland-Mazurië, in het district Olecki. De plaats maakt deel uit van de landgemeente Kowale Oleckie.